# Mary Elizabeth Frye
Mary Elizabeth Frye (Dayton, Estados Unidos, 13 de noviembre de 1905 – Baltimore, Estados Unidos, 15 de septiembre de 2004) fue una ama de casa y florista de Baltimore conocida por ser la autora del poema Do not stand at my grave and weep.

## Biografía
Nació en la ciudad de Dayton (Ohio) y fue dada en adopción a la edad de 3 años. Se mudó a la ciudad de Baltimore a la edad de 12 años. Era una ávida lectora.
El poema por el que es conocida fue originalmente escrito en papel de bolsa de color marrón. El poema estuvo inspirado en la historia de una joven judía de origen alemán, Margaret Schwarzkopf, que se alojaba en la casa de la familia de su marido y que no pudo ir a visitar a su moribunda madre por las tensiones antisemíticas de la Alemania nazi.Debido a que a la gente le gustaba "su" verso de doce líneas sin título, Frye hizo muchas copias y las hizo circular de forma privada. Ella nunca publicó el poema.
La identidad de la autora del poema fue desconocida hasta la década de 1990, cuando Frye explicó que lo había escrito ella. Su reivindicación fue demostrada por la periodista Abigail Van Buren. Sin embargo, esto ha sido discutido decisivamente desde entonces.

## Poema
Nunca publicó ni registró el poema, el cual a lo largo de los años ha experimentado modificaciones.
| Do not stand at my grave and weep I am not there. I do not sleep. I am a thousand winds that blow. I am the diamond glint on snow. I am the sunlight on ripened grain. I am the gentle autumn rain. When you awaken in the morning's hush I am the swift uplifting rush Of quiet birds in circling flights. I am the soft star shine at night. Do not stand at my grave and cry; I am not there. I did not die. |